# ما مدى عمق حبك (أغنية بي جيز)

ما مدى عمق حبك (بالإنجليزية: How Deep Is Your Love) أغنية بوب سجلها وغناها فريق بي جيز عام 1977، وصدرت كأغنية فردية في سبتمبر في نفس العام. أستخدمت الأغنية كجزء من الموسيقى التصويرية لفيلم «حمى ليلة السبت».
ظهرت الأغنية في المركز الثالث في المملكة المتحدة وأستراليا، وفي الولايات المتحدة، تصدرت قائمة بيلبورد هوت 100 في 24 ديسمبر 1977 (لتصبح أول أغنية من ست أغاني متتالية للفريق تحتل المركز الأول في الولايات المتحدة) وظلت على القائمة وفي منطقة أفضل 10 أغنيات لمدة 17 أسبوعًا، وهي أول أغنية تقضي أكثر من 17 أسبوعًا في المراكز العشرة الأولى منذ أغنية تشابي تشيكرز «التويست». تم إدراج الأغنية في المرتبة رقم 22 على قائمة بيلبورد لأفضل 100 أغنية في كل العصور.
صنفت الأغنية في المرتبة رقم 375 على قائمة رولينج ستون لأعظم 500 أغنية في كل العصور، وفي برنامج تلفزيوني بريطاني خاص تم عرضه في ديسمبر 2011، تم التصويت عليها كأفضل أغنية لفريق البي جيز لمشاهدي (ITV). قال باري جيب في حوار مع مجلة رولنج ستونز عام 2001 أن أغنية «ما مدى عمق حبك» هي أفضل أغاني الفريق في نظره.

## صناعة الأغنية
كتب الأغنية بشكل أساسي باري وروبن وموريس جيب. عمل باري على اللحن بالاشتراك مع عازف لوحة المفاتيح (الكيبورد) «بلو ويفر» على الرغم من أنه لم يُنسب إليه الفضل رسميًا ككاتب للأغنية. اعترف المنتج المشارك «الباهي جالوتن» لاحقًا بمساهمة بلو ويفر في كتابة الأغنية.
كان هناك بعض الآراء عن تسجيل إيفون إليمان لأغنية «ما مدى عمق حبك»، ولكن وفقًا لباري، قال مديرهم روبرت ستيجوود: «عليك أن تغني هذه الأغنية بنفسك، ولا يجب أن تعطها لأي شخص».

## طاقم العزف والتسجيل
فريق البي جيز
باري جيب: غناء رئيسي وتناغم وغناء مساعد، وجيتار إيقاعي
روبن جيب: غناء رئيسي وتناغم وغناء مساند
موريس جيب: جيتار باس، وتناغم ودعم غناء
موسيقيون إضافيين
آلان كيندال: جيتار كهربائي
دينيس بريون: طبول – إيقاع
بلو ويفر: لوحات المفاتيح - المزج - بيانو كهربائي فندر رودس
جو لالا: إيقاع
واد ماركوس: توزيع الوتريات 

## الأغنية على القوائم حول العالم
احتلت الأغنية المركز الأول في: البرازيل - كندا - تشيلي - فنلندا - فرنسا - الولايات المتحدة (هوت بيلبورد 100 - بيلبورد البالغين - كاش بوكس - راديو وريكوردز).
احتلت الأغنية المركز الثاني في: أيرلندا - إيطاليا - جنوب أفريقيا - الولايات المتحدة «ريكورد ورلد»)
احتلت الأغنية المركز الثالث في: أستراليا - كندا (دورة على الدقيقة) - المملكة المتحدة.
ظهرت على قوائم النمسا (13) – بلجيكا (6) – ألمانيا (21) – هولندا (8) – نيوزيلندا (6) – النرويج (5) – إسبانيا (7) – السويد (4)
حصلت على جائزة الأسطوانة الذهبية في: كندا - فرنسا - إيطاليا - اليابان - المملكة المتحدة - الولايات المتحدة.

## كلمات الأغنية
اعرف عينيك في شمس الصباح I know your eyes in the morning sun
أشعر أنك تلمسيني تحت المطر الغزير I feel you touch me in the pouring rain
واللحظة التي تبتعد فيها عني And the moment that you wander far from me
أريد أن أشعر بك بين ذراعي مرة أخرى I want to feel you in my arms again
وتأتي إلي مع نسيم الصيف And you come to me on a summer breeze
تبقيني دافئًا في حبك، ثم تغادري بهدوء Keep me warm in your love, then you softly leave
وأنا من عليك ان تظهري له And it's me you need to show
ما مدى عمق حبك، ما مدى عمق حبك How deep is your love, how deep is your love
ما مدى عمق حبك؟ How deep is your love
أنا حقا أريد أن أعرف I really mean to learn
لأننا نعيش في عالم من الحمقى Cause we're living in a world of fools
يحطمنا عندما يجب أن نكون جميعًا Breaking us down when they all should let us be
ننتمي لبعضنا We belong to you and me
إنني أثق بك I believe in you
أنت تعرفي الباب إلى روحي You know the door to my very soul
أنت النور في أعمق وأحلك ساعاتي You're the light in my deepest, darkest hour
أنت منقذتي عندما أسقط You're my savior when I fall
وقد تعتقدين أنني لا أهتم بك And you may not think I care for you
عندما تعرف أني أعرف ذلك حقًا When you know down inside that I really do
وأنا من عليك ان تظهري له And it's me you need to show
ما مدى عمق حبك How deep is your love
وتأتي إلي في نسيم الصيف And you come to me on a summer breeze
تبقيني دافئًا في حبك، ثم تغادري بهدوء Keep me warm in your love, then you softly leave
وأنا من عليك ان تظهري له And it's me you need to show

## نسخ أخرى للأغنية
قدم الأغنية عدد من الفنانين بلغ أكثر من 280 بالإضافة إلى 300 نسخة من الهواة أو المحترفين مستخدمي الإنترنت.
كان أبرز الفنانين جوني ماتيس – سيلا بلاك – تيك ذات – دوني أوزموند – تمبتيشنز.

## وصلات خارجية
https://www.songfacts.com/facts/bee-gees/how-deep-is-your-love ما مدى عمق حبك (أغنية بي جيز)
https://www.smoothradio.com/features/the-story-of/bee-gees-how-deep-is-your-love-lyrics-meaning-facts-video/ ما مدى عمق حبك (أغنية بي جيز)